# اونای گارسیا
اونای گارسیا (انگلیسی: Unai García؛ زادهٔ ۳ سپتامبر ۱۹۹۲) بازیکن فوتبال اهل اسپانیا است.
از باشگاه‌هایی که در آن بازی کرده‌است می‌توان به باشگاه فوتبال اوساسونا اشاره کرد.